# Juniperus durangensis
Juniperus durangensis é uma espécie de conífera da família Cupressaceae.
Apenas pode ser encontrada no México.